# ماركتلويتن
ماركت لويتن (بالألمانية: Marktleuthen) هي بلدة ألمانية تقع في ألمانيا في بافاريا. يقدر عدد سكانها بـ 3,556 نسمة .

## المدن التوأمة
مدينة Herend هي مدينة توأمة لـماركت لويتن.